# Vršovice (Lounyi járás)
Vršovice település Csehországban, Lounyi járásban. Vršovice Obora, Černčice, Počedělice, Chožov és Louny településekkel határos. Lakosainak száma 248 fő (2024. január 1.).

## Népesség
A település lakosságának változását az alábbi diagram mutatja:
| Lakosok száma | 309  | 356  | 556  | 433  | 361  | 246  | 247  | 246  | 245  | 248  |
|               | 1869 | 1890 | 1921 | 1950 | 1980 | 2001 | 2017 | 2019 | 2022 | 2024 |